# Engudsläran
Engudsläran, från engelskans Oneness theology eller Oneness Pentecostalism, är inom kristendomen en riktning som utgår från att Gud är odelbar och inte tre i en.
Läran menar att Bibeln genomgående talar om Gud som EN och kraftfullt framhäver monoteismen som kristendomens grundval (5 Mos. 6:5). Gud är ande och manifesterar sig som Fader, som ande och som Son (med en förenklad förklaring som att en man kan vara både far, make och son). I Jesus Kristus, Gud manifesterad i mänsklig gestalt (1 Tim. 3:16), uppenbarades hela Gudomen i en person (2 Kor. 4:4, Kol. 1:19, 2:9, Hebr. 1:3). Alla Guds karaktärsegenskaper finns alltså i Jesus (Kol. 2:9).
Faderns namn är Jesus (Joh 5:43), Sonens namn är Jesus (Matt 1:21) och den helige Andes namn är Jesus (Joh 14:26). En del rörelser som står för denna lära är till exempel United Pentecostal Church International som är den största inom denna gren av pingstväckelsen. Entalstron skall dock inte förväxlas med Unitarianismen som i likhet med bl.a. bahá'í och islam  ej erkänner Jesus som gudomlig. I Sverige finns det en del olika grupperingar med denna lära (entalstron). Bland annat Församlingen Klippan i Stockholm.